# 図々しい奴
『図々しい奴』（ずうずうしいやつ）は、柴田錬三郎作の日本の小説。また、これを原作とした映画・テレビドラマ。

## 概要
小説は1950年代後半に『週刊読売』（読売新聞社）に連載された。戦時中から終戦直後を舞台とし、作者・柴田の私小説的要素も含まれているという。

## あらすじ
主人公・戸田切人（とだ きりひと）は岡山県出身（作者の柴田も岡山出身）。馬小屋で産声をあげたことから、イエス・キリストをもじって「切人」と命名された。極貧の中で育った切人だが生まれもった図々しさで世を渡り歩き、立身出世を夢見るようになる。そんな中、切人は旧岡山城主・伊勢田家の跡取り息子・直政と出会う。

## 映画

### 1961年松竹
1961年に松竹配給で第1作が製作された。白黒映画。主人公・切人役の杉浦直樹は東映版映画及びテレビドラマでは直政役を演じている。

#### キャスト（1961年版）
- 杉浦直樹（戸田切人）
- 高千穂ひづる（多嘉）
- 津川雅彦 （伊勢田直政）
- 牧紀子 （美津枝）
- 東野英治郎 （浅田公爵）
- 沢村貞子 （公爵家老女）
- 小沢栄太郎 （黒屋利兵衛）
- 山路義人（長七）
- 桜むつ子 （おくめ）
- 水島信哉 （安次）
- 福岡正剛 （友作）
- 中村是好 （姫路警察署長）
- 須賀不二男（山口主計大尉）
- 高野真二 （斎藤少尉）
- 諸角啓二郎 （斎藤中尉）
- 渥美清（衛兵司令）
- 殿山泰司 （警察署長）

#### スタッフ（1961年版）
- 監督 生駒千里
- 製作 岸本吟一
- 原作 柴田錬三郎
- 脚色 飯坂啓・安田重夫
- 構成 井手雅人
- 企画 島尾良造
- 撮影 川又昻
- 音楽 西山登
- 美術 平高主計
- 録音 栗田周十郎
- 照明 佐藤勇

### 1964年東映
1964年公開。松竹と同名タイトルで東映で製作・配給された。カラー作品。瀬川昌治監督。後述するテレビドラマがヒットして製作された。谷啓の初主演映画で、谷はテレビドラマでは主題歌を歌っており、ここからの抜擢であった。松竹版に主演した杉浦直樹は直政役で出演している。

#### 製作経緯（1964年版）
企画は当時の東映東京撮影所所長・岡田茂（のち、東映社長）。岡田は同所長時代にギャング路線、やくざ路線、文芸路線など、次々に新機軸を打ち出し、続いて東京撮影所にも喜劇路線を敷こうと、谷啓の主演作を企画し渡辺プロダクション社長・渡辺晋（当時）と交渉した。
1962年の『ニッポン無責任時代』を大当たりさせた渡辺は、次にクレイジーキャッツのメンバーを、ハナ肇→松竹、谷啓→東映、犬塚弘→大映、植木等→東宝と、それぞれバラで売り出す青写真を目論み、伝手を頼り、松竹・城戸四郎、大映・永田雅一、東映・岡田茂という各社トップとの直談判を計画していた。岡田は既に渥美清を起用し、新しい動向を探っていたが、岡田は谷啓も非常に買い、渥美と違ったキャラクターで売り出したいと考え、この点では両者の思惑は一致した。しかし渡辺が「企画のクレジットに自分の名前を入れて欲しい」と執拗に迫ったため、岡田は「企画は私がやります。私の名前を入れます」と突っぱねたが、手練手管の交渉劇の末、企画のクレジットに渡辺の名前は入れない、しかし、企画料という名目で谷のギャラの三割を渡辺プロに払うというスタイルで商談が成立した。監督は岡田が登用した瀬川昌治。瀬川は直前まで学習院の一年先輩・三島由紀夫から許可を取り、三島の『愛の疾走』の映画化を企画していたが「文芸路線が縮小され突如企画が流れ『図々しい奴』が回ってきた」と話している。谷の好演もあって『図々しい奴』は大ヒットし、続編が製作された。この後、東映では任侠映画が幅を利かすためか、谷の主演映画は『図々しい奴』二作品以外では、必勝法シリーズ（1967年 - 1968年）しか東映では作られていない。直政役の杉浦直樹は松竹を退社した1962年以降は、1960年代は東映映画に多数出演している。
同時上映は、司馬遼太郎原作・大川橋蔵主演・加藤泰監督の『風の武士』で、興行も安定した成績を挙げた。

#### キャスト（1964年版）
- 谷啓（戸田切人）
- 杉浦直樹（伊勢田直政）
- 佐久間良子（園田美津枝）
- 西村晃（三田村壮吉）
- 浪花千栄子（多嘉）
- 上原ゆかり（麻理耶）
- 長門裕之（小野田政一）
- 北竜二（津森子爵）
- 中村是好（長六）
- 左卜全（烏丸伯爵）
- 根岸明美（キリ子）
- 上田吉二郎（荒川寛太郎）

#### スタッフ（1964年版）
- 監督 瀬川昌治
- 原作 柴田錬三郎
- 脚色 下飯坂菊馬
- 企画 吉野誠一・矢部恒
- 撮影 山沢義一
- 音楽 松井八郎
- 美術 中村修一郎
- 編集 祖田富美夫
- 録音 広上益弘

### 続・図々しい奴
東映製作で同年公開された「図々しい奴」の続編。カラー作品。監督・瀬川昌治、主演・谷啓以下、佐久間良子、長門裕之、杉浦直樹、浪花千栄子が同じ役で出演する。また作者の柴田と作家の水上勉も出演している。

#### キャスト（続）
- 谷啓（戸田切人）
- 佐久間良子（園田美津枝）
- 長門裕之（小野田政治）
- 杉浦直樹（伊勢田直政）
- 上原ゆかり（麻理耶・幼少期）
- 中原早苗（麻理耶）
- 南廣（後藤）
- 浪花千栄子（多嘉）
- 根岸明美(キリ子）
- 広村芳子（尚子）
- 多々良純（三田村）
- 岡部正純（次郎）
- 大泉滉（ジョージ檜山）
- 潮健児（神崎班長）
- 関山耕司(今西上等兵）
- 久保一（刑事A）
- 八名信夫（刑事B）
- 柴田錬三郎（柴田二等兵）
- 水上勉（水上二等兵）

#### スタッフ（続）
- 監督 瀬川昌治
- 原作 柴田錬三郎
- 脚色 下飯坂菊馬
- 企画 吉野誠一・矢部恒
- 撮影 山沢義一
- 音楽 松井八郎
- 美術 中村修一郎
- 編集 祖田富美夫
- 録音 広上益弘

## テレビドラマ
1963年6月3日から同年9月9日まで、TBSにて毎週月曜22時00分から1時間枠にて放映された。全15回・大映テレビ室製作・モノクロ作品。最高視聴率（ビデオリサーチ・関東地区調べ）は1963年8月5日と9月9日放送の45.1%。主演には大映で所謂「大部屋俳優」だった丸井太郎が抜擢された。丸井はこの作品で人気を得るが、その後は作品に恵まれず1967年に自殺した。
CS放送の「日本映画専門チャンネル」では、2005年と2006年に放送された。

### キャスト（テレビドラマ）
- 丸井太郎（戸田切人）
- 杉浦直樹（伊勢田直政）
- 久我美子（美津枝）
- 菅原謙次
- 佐竹明夫（柴田）
- 福原秀雄（准尉）
- 大辻三郎（酒井）
- 美川洋一郎（刑事）
- 清村耕次（軍医）
- 松山照夫（古屋）
- 柄沢英二（小野沢）
- 紅一多（畑野）
- 向精七（池谷）
- 高橋憲三（増沢）
- 網中一郎（見習士官）
- 大野紀久雄（独立愚連隊）
- 武江義男（独立愚連隊）
- 此木透（独立愚連隊）
- 鈴木志郎（警防団）
- 利根川澄子（マリヤ、少女時代）
- 姿美千子（マリヤ、10・11話）
- 花井弘子（マリヤ、12 - 15話）
- 村田扶実子（おかみさん）
- 山口泉（千代子）
- 仁木多鶴子（松子）
- 穂高のり子（多嘉）
- 吉野妙子
- 北川博子
- 織賀邦江
- 島田屯
- 仲村隆
- 佐山俊二
- 桑山正一
- 玉川伊佐男
- 河野秋武 (東京市長　尾崎行雄)

ほか
- 柴田錬三郎（第8回に下士官役で特別出演、その後最終回にも出演）
- 永井一郎（ナレーター）

### スタッフ（テレビドラマ）
- プロデューサー 香取雍史
- 脚本 柳沢類寿
- 音楽 竹村次郎
- 撮影 杉山伸二
- 製作主任 風間孝雄
- 編集 椙本英雄
- 録音 清島竹彦、白井多美雄
- 現像 横浜シネマ現像所
- 監督 枝川弘、難波敏夫

### 主題歌（テレビドラマ）
- 谷啓「図々しい奴」
  - 作詞・青島幸男、作曲・萩原哲晶、編曲・竹村次郎
  - レコード版や映画版よりもテンポが幾分速い。

| TBS系 月曜22時枠 | TBS系 月曜22時枠 | TBS系 月曜22時枠 |
| 前番組           | 番組名           | 次番組           |
| ---------------- | ---------------- | ---------------- |
| 球形の荒野       | 図々しい奴       | 赤いダイヤ       |

## その他
1970年代に横山まさみちの作画による漫画が『週刊漫画ジョー』（廣済堂）、また1971年 - 1972年に逆井五郎の作画による漫画が『週刊少年ジャンプ』にそれぞれ連載された。

## DVD
- 2019年、ベストフィールドから全15話を収録したDVD-BOXが発売されている。